# Isla Indicator
La isla Indicator o isla Indicador (según Argentina) es una pequeña isla de unos 185 metros de largo, situada a 200 metros al oeste del extremo noroeste de la isla Galíndez, en las islas Argentina, frente a la costa oeste de la península Antártica.

## Historia y toponimia
Fue cartografiada por la Expedición Británica a la Tierra de Graham (BGLE), liderada por John Rymill, en febrero de 1935, y denominada Indicator («indicador») ya que se erigió allí una manga de viento para actuar como indicador de la dirección del viento para el avión de la expedición. La toponimia argentina adoptó la traducción del topónimo británico.

## Reclamaciones territoriales
Argentina incluye la isla en el departamento Antártida Argentina dentro de la provincia de Tierra del Fuego, Antártida e Islas del Atlántico Sur; para Chile forman parte de la comuna Antártica de la provincia Antártica Chilena dentro de la Región de Magallanes y de la Antártica Chilena; y para el Reino Unido integran el Territorio Antártico Británico. Las tres reclamaciones están sujetas a las disposiciones del Tratado Antártico.
Nomenclatura de los países reclamantes: 
- Argentina: isla Indicador[5][6]
- Chile: isla Indicator[7]
- Reino Unido: Indicator Island[3]